# Horion-Hozémont
Pour les articles homonymes, voir Horion.
Horion-Hozémont est un village de la Hesbaye dans la province de Liège, en Belgique. Formé d'une double agglomération (Horion et Hozémont) le village se trouve à une dizaine de kilomètres à l'ouest de la ville de Liège. Administrativement il fait partie de la commune de Grâce-Hollogne, en Région wallonne de Belgique. C'était une commune à part entière avant la fusion des communes de 1977. Il est traversé en sa partie méridionale par le ruisseau des Awirs.
Lors de la restructuration communale de 1977 le hameau des Cahottes, qui en faisait partie mais se trouvait de l'autre côté de l'autoroute de Wallonie [A15], fut transféré à la commune de Flémalle (1er janvier 1977).

## Démographie
- Sources : INS, Rem. : 1831 jusqu'en 1970 = recensements, 1976 = nombre d'habitants au 31 décembre.

## Histoire
L'ancienne commune d'Horion-Hozémont était formée de trois seigneuries : Horion et Pas-Saint-Martin, Hozémont et Lexhy. Le hameau de Rouveroy, brièvement seigneurie indépendante au XVe siècle, appartient depuis à Lexhy, qui faisait partie de la principauté de Liège. Les deux premières seigneuries mentionnées faisaient en revanche partie de la principauté abbatiale de Stavelot-Malmedy.

## Patrimoine et culture

### Patrimoine architectural
- Le château de Lexhy, construit en 1853 dans un style néoclassique, est classé depuis 1991[1][source insuffisante].
- Le château de Horion été rénové au XVIIe siècle par la famille de Grady de Horion[2][source insuffisante]
- Moulin Guillaume à Hozémont, un moulin à eau construit en 1865 dont la roue à eau est placée sous le bâtiment.[réf. nécessaire]

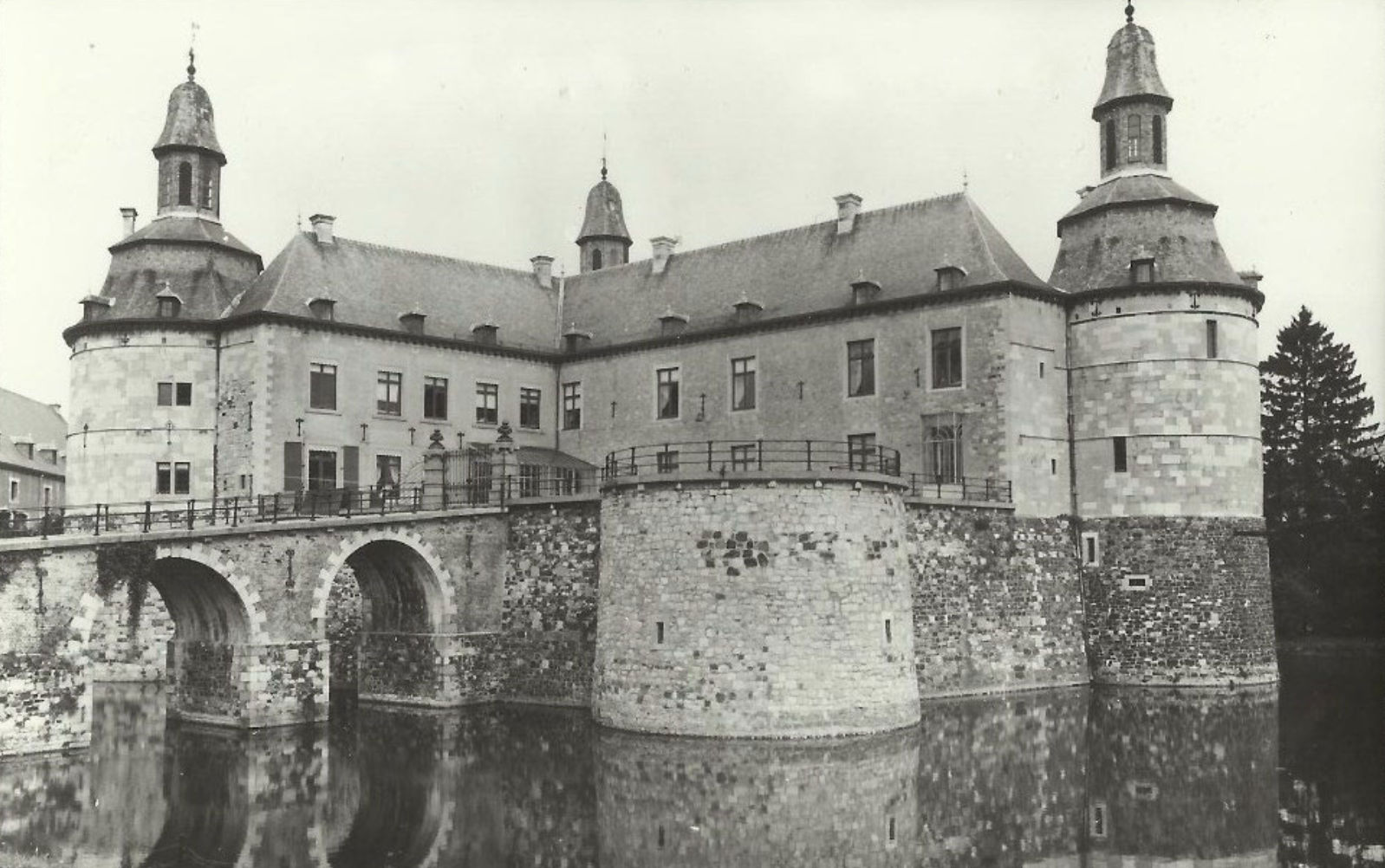
Château de Horion.
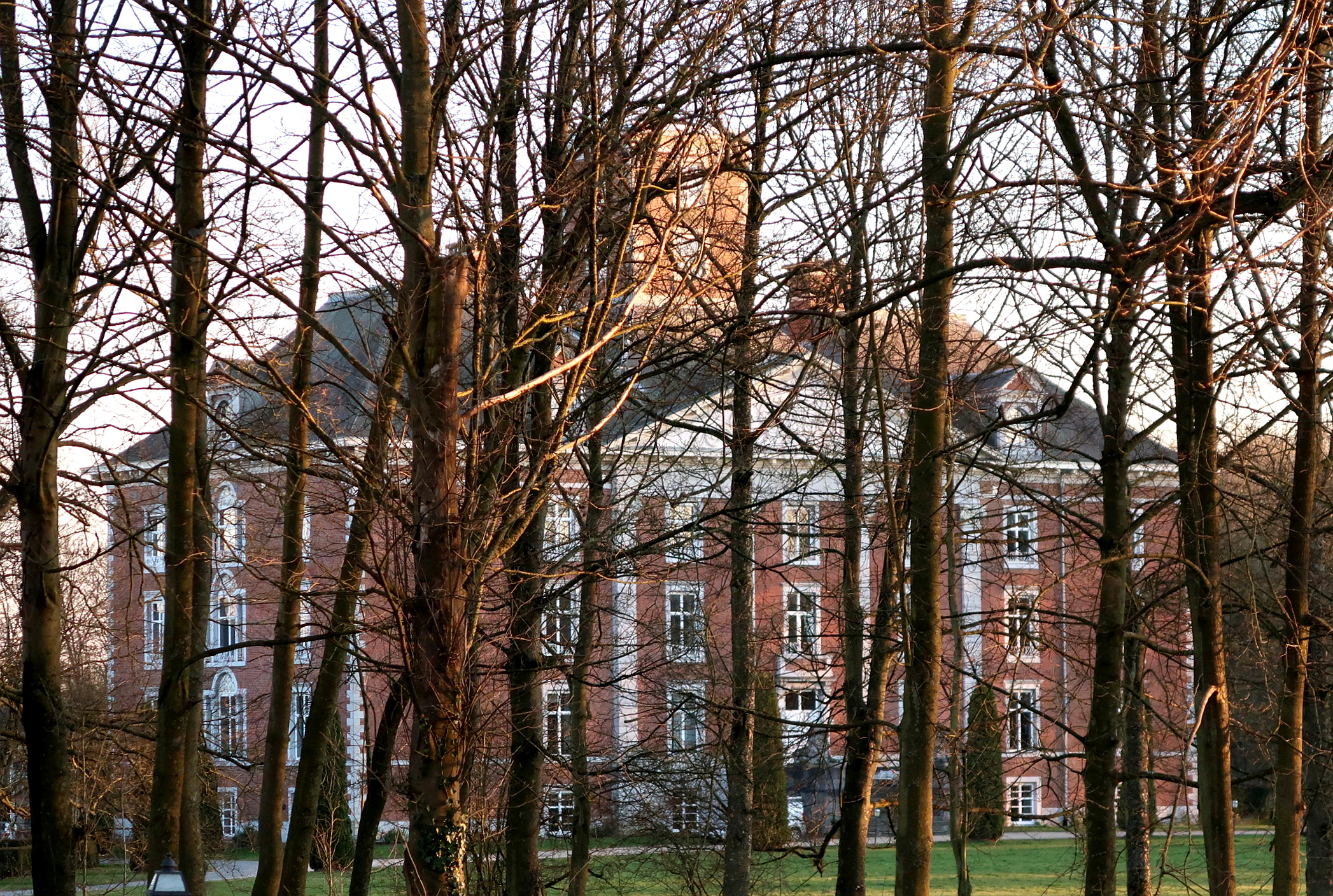
Château de Lexhy.
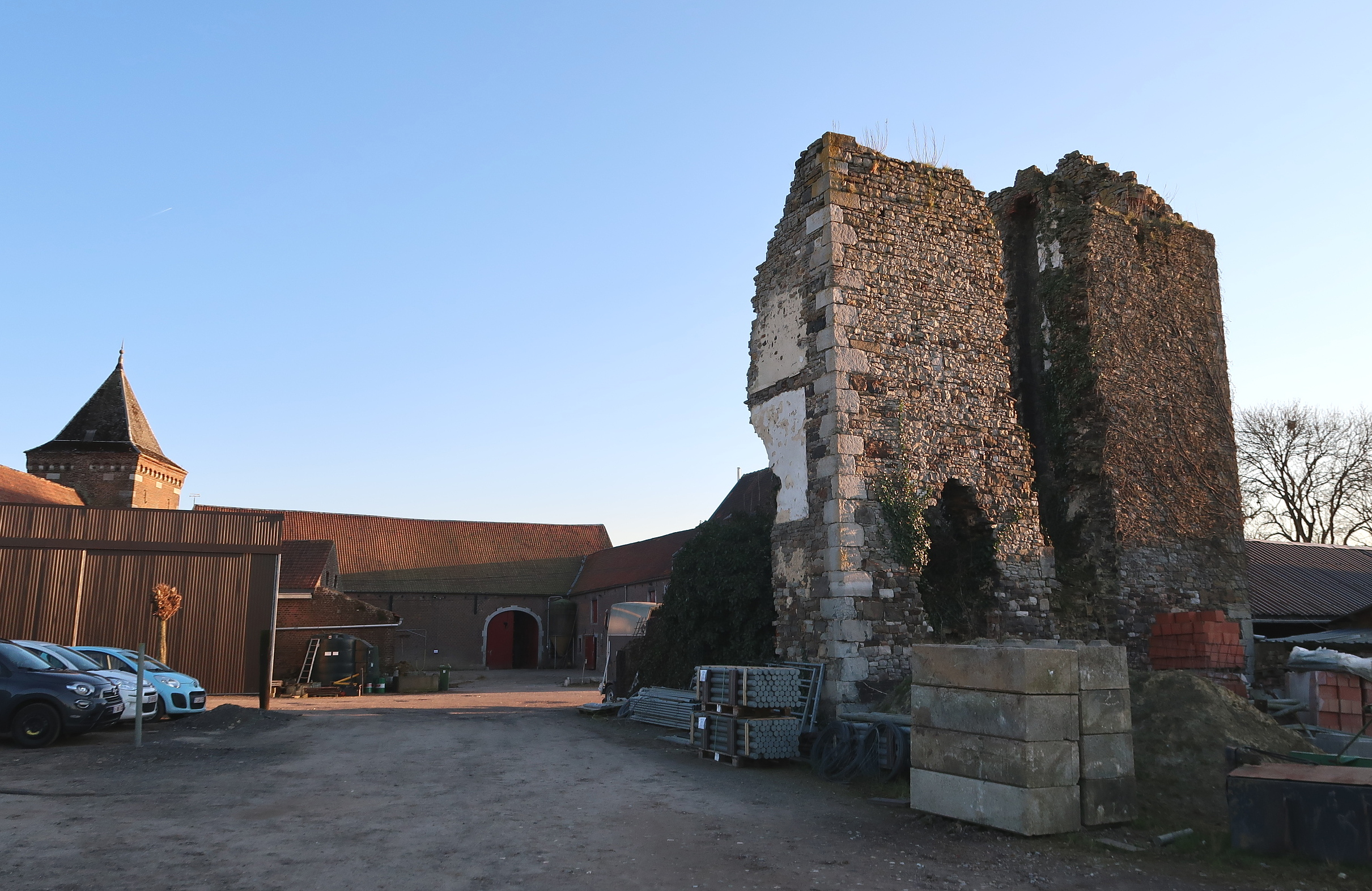
Ferme et Donjon du Château de Fontaine.

## Personnalités
- François Jacqmin (1929-1992), poète, est né à Horion-Hozémont.